# توني أنتوني
توني أنتوني (بالإنجليزية: Tony Anthony)‏ هو مصارع محترف أمريكي، ولد في 12 أبريل 1960 في نوكسفيل في الولايات المتحدة.

## وصلات خارجية
- توني أنتوني على موقع CageMatch worker (الإنجليزية)
- توني أنتوني على موقع قاعدة بيانات المصارعة على الإنترنت (الإنجليزية)
- توني أنتوني على موقع عالم المصارعة على الإنترنت (الإنجليزية)
- توني أنتوني على موقع عالم المصارعة على الإنترنت (الإنجليزية)

- توني أنتوني على موقع IMDb (الإنجليزية)
- توني أنتوني على موقع قاعدة بيانات الفيلم (الإنجليزية)